# Lake Gordon (Australien)
Der Lake Gordon ist ein Stausee in Australien. Er liegt am Gordon River im südlichen Teil Tasmaniens weit entfernt von größeren Städten.

## Talsperre
Die Talsperre wurde am Anfang der 1970er Jahre gebaut, um in einem Wasserkraftwerk elektrische Energie zu gewinnen. Der Bau war sehr umstritten, weil eine sehr schöne Naturlandschaft eingestaut wurde, insbesondere der Sandstrand am früheren Lake Pedder. Der Lake Gordon ist über den McPartlan-Kanal mit dem Lake Pedder verbunden, der vorher schon bestand, aber nun höher eingestaut ist und eine Fläche von 242 km² hat. 

## Stausee
Der Gordon-Stausee hat eine Speicherkapazität von 12.444 Millionen Kubikmetern, die auch mit 12.450 oder 12.500 Mio. m³ angegeben wird. Wieder andere Angaben sprechen von 11.900 Mio. m³ des Lake Gordon, zu denen 3.300 Mio. m³ des Lake Pedder kommen. Damit ist der Stausee, gemessen am Inhalt, der größte Australiens, nach der Fläche von 281 km² aber nur der zweitgrößte nach dem Lake Argyle.

## Staumauer
Die Staumauer, eine Bogenstaumauer aus Beton, ist die fünfthöchste in Australien.
Am unteren Gordon River sind weitere Talsperren in Planung, die aber ebenso umstritten sind.

## Wasserkraftwerk
Das Wasserkraftwerk an der Staumauer ist das größte Tasmaniens und erzeugt dort einen Großteil der Elektrizität. Die Kaverne im Felsuntergrund hat ein Volumen von 67.000 m³. Das Wasser läuft durch eine zylindrische Öffnung an einem 80 m hohen Einlaufturm und fällt 140 m tief, bis es die drei Francis-Turbinen erreicht. Die ersten beiden Generatoren wurden 1978 in Betrieb genommen, der dritte erst 1988. Jeder hat eine Leistung von 144 MW, zusammen 432 oder auch 450 MW. Danach fließt das Wasser durch einen 1,6 km langen Tunnel wieder zurück in den Gordon River.